# Thisted
Thisted es una ciudad y puerto de Dinamarca, junto al Limfjord. Es la capital y el centro económico y cultural del municipio homónimo y la mayor localidad de noroeste de Jutlandia. En 2013, viven en Thisted 13.067 habitantes.

## Historia
El nombre de la ciudad aparece por primera vez en una fuente escrita como Tystath en el año 1367. La hipótesis más aceptada es que significa "lugar de Tyr".
Thisted fue durante mucho tiempo una localidad dedicada a la pesca y las actividades agrícolas. Sin que se conozca la fecha exacta, en el siglo XVI recibió privilegios de ciudad comercial (købstad), pero a pesar de ello, no experimentó un crecimiento significativo. Aunque se instalaron algunas ferias comerciales anuales, el comercio en Thisted tuvo problemas para desarrollarse, en buena parte porque la ciudad de Aalborg controlaba todo el comercio en el Limfjord, ya que a éste en ese tiempo sólo se podía entrar por el Kattegat, lo que perjudicaba seriamente a las localidades ribereñas. En el siglo XVIII la situación empeoró cuando el fiordo quedó cerrado por bancos de arena tanto en Løgstør como en Hals.
Thisted, que hasta entonces era un pequeño pueblo con granjas dispersas, comenzó a prosperar desde finales del siglo XVIII. Las causas principales fueron la designación, en 1793, como capital de la provincia de Thisted, y la apertura del fiordo al Mar del Norte en 1825, lo que impulsó la navegación en la región. En 1840 se inauguró el puerto y se establecieron pequeñas industrias. La actividad industrial aumentó con la apertura del canal de Løgstør en 1861 —que permitió nuevamente la comunicación con el Kattegat—, y con la línea ferroviaria que conectó Thisted con Struer en 1882. A finales del siglo XIX, la industria y las artesanías controlaban la economía de la ciudad, que además tenía un comercio importante con Noruega y el Reino Unido.
En el siglo XX se establecieron industrias de textiles, maquinaria y productos cárnicos. En 1970, debido a una reforma territorial en Dinamarca, desapareció la provincia de Thisted. A partir de esa época, la industria ha retrocedido en favor del sector servicios, pero aún en la actualidad sigue siendo una actividad destacada en la ciudad. En 2007 entró en vigencia una nueva reforma territorial que le devolvió a Thisted su importancia administrativa al designarla capital de un nuevo y amplio municipio.

## Transporte

### Tren
La localidad de Thisted es servido por la estación de Thisted. Se encuentra en la línea Thy de ferrocarril y ofrece servicios directos de InterCity a Copenhague y los servicios de trenes regional a Struer.

## Ciudades hermanadas
Las siguientes localidades nórdicas están hermanadas con Thisted:
- Uddevalla, Västra Götaland, Suecia.
- Skien, Telemark, Noruega.
- Loimaa, Finlandia.
- Mosfellsbær, Höfuðborgarsvæðið Islandia.